# Liste der portugiesischen Botschafter in Marokko
Die Liste der portugiesischen Botschafter in Marokko listet die Botschafter Portugals in Marokko auf. Die beiden Staaten unterhalten seit der formalen Unabhängigkeit Marokkos 1956 offizielle diplomatische Beziehungen, die historisch bereits auf das 15. Jahrhundert zurückgehen. Am 29. Dezember 1869 wurde José Daniel Colaço, portugiesischer Generalkonsul in Tanger, als Geschäftsträger und damit als erster dauerhafter offizieller Botschafter Portugals im Marokko bestellt.
Bis 1956 residierte die portugiesische Vertretung in Tanger, seit 1956 ist sie in der Hauptstadt Rabat ansässig.

## Missionschefs
| Name                                             | Bild    | Amtszeit                              | Anmerkungen                                                                               |
| Marokko                                          | Marokko | Marokko                               | Marokko                                                                                   |
| ------------------------------------------------ | ------- | ------------------------------------- | ----------------------------------------------------------------------------------------- |
| José Rollen Wan-Deck                             |         | 1773 –18. November 1773               | Ministro Plenipotenciário in Sondermission                                                |
| Jacques Filipe Landerset                         |         | 29. Dezember 1790 –9. März 1791       | Ministro Plenipotenciário in Sondermission                                                |
| José Daniel Colaço                               |         | 29. Dezember 1869 –30. Mai 1896       | Generalkonsul und Geschäftsträger, seit 14. August 1882 Ministro Plenipotenciário         |
| Alberto de Oliveira                              |         | 18. Juli 1896 –24. Dezember 1901      | Generalkonsul und Geschäftsträger                                                         |
| Conde de Martens Ferrão                          |         | 25. April 1902 –18. Dezember 1913     | Ministro Plenipotenciário                                                                 |
| Luís Martins Ferreira de Meneses                 |         | 21. Dezember 1919 –1. Februar 1921    | Generalkonsul und diplomatische Agentur                                                   |
| Simão Lopes Ferreira                             |         | 9. Mai 1921 –2. Februar 1926          | Generalkonsul und diplomatische Agentur                                                   |
| Óscar Georges Potier                             |         | 8. Mai 1926 –4. April 1928            | Generalkonsul und diplomatische Agentur                                                   |
| Gastão de Santiago Barjona de Freitas            |         | 23. Januar 1936 –7. April 1940        | Generalkonsul in der Kategorie Ministro Plenipotenciário                                  |
| Luís de Sousa Monteiro Ferreira de Castro        |         | 24. Juni 1940 –28. August 1942        | Generalkonsul                                                                             |
| Vasco Pereira da Cunha                           |         | 26. Juni 1945 –22. April 1947         | Generalkonsul in der Kategorie Ministro Plenipotenciário                                  |
| António José Aniceto de Siqueira Freire          |         | 25. April 1947 –7. Oktober 1947       | Generalkonsul in der Kategorie Ministro Plenipotenciário                                  |
| José Luís Archer                                 |         | 7. Oktober 1947 –23. April 1951       | Generalkonsul in der Kategorie Ministro Plenipotenciário                                  |
| Carlos Pedro Pinto Ferreira                      |         | 14. September 1951 –5. Juni 1952      | Leiter Generalkonsulat und Ministro Plenipotenciário                                      |
| Manuel da Cunha Pimentel Homem de Melo           |         | 9. August 1952 –18. Dezember 1956     | Generalkonsul in der Kategorie Ministro Plenipotenciário                                  |
| Manuel da Cunha Pimentel Homem de Melo           |         | 18. Dezember 1956 –12. April 1960     | Ministro Plenipotenciário der neuen Botschaft in Rabat, am 18. Dezember 1956 akkreditiert |
| Manuel da Cunha Pimentel Homem de Melo           |         | 12. April 1960 –27. März 1962         | Botschafter, am 12. April 1960 akkreditiert                                               |
| Eduardo Manuel Fernandes Bugalho                 |         | 3. Mai 1962 –17. August 1970          | Botschafter, am 9. Mai 1962 akkreditiert                                                  |
| Carlos Maria de Barros David Calder              |         | 18. August 1970 –14. Oktober 1973     | Geschäftsträger                                                                           |
| José Joaquim de Mena e Mendonça                  |         | 2. November 1974 –21. August 1981     | Botschafter, am 30. November 1974 akkreditiert                                            |
| Fernando Delfim Maria Lopes Vieira               |         | 24. September 1981 –17. Dezember 1985 | Botschafter, am 10. November 1981 akkreditiert                                            |
| João Diogo Correia Saraiva Nunes Barata          |         | 23. Januar 1986 –9. Mai 1986          | Botschafter, am 6. Februar 1986 akkreditiert                                              |
| Jorge Marques Leitão Ritto                       |         | 21. August 1986 –23. August 1991      | Botschafter, am 4. Dezember 1986 akkreditiert                                             |
| Pedro Martim da Cunha Veiga Madeira de Andrade   |         | 4. September 1991 –17. November 1994  | Botschafter, am 5. September 1991 akkreditiert                                            |
| António Taveira da Cunha Valente                 |         | 5. März 1995 –5. Juli 1999            | Botschafter, am 8. März 1999 akkreditiert                                                 |
| Rui Gonçalo Chaves de Brito e Cunha              |         | 18. Juli 1999 –28. Oktober 2002       | Botschafter, am 16. Dezember 1999 akkreditiert                                            |
| José Manuel de Carvalho Lameiras                 |         | 19. November 2002 –28. März 2006      | Botschafter                                                                               |
| João Rosa Lã                                     |         | 30. März 2006 –5. Dezember 2011       | Botschafter, am 16. Dezember 1999 akkreditiert                                            |
| Francisco Manuel da Fonseca Xavier Esteves       |         | 21. März 2012 –17. November 2014      | Botschafter, am 2. April 2012 akkreditiert                                                |
| Maria Rita da Franca de Sousa e Ferro Levy Gomes |         | seit 28. Januar 2015                  | Botschafterin, am 30. Juni 2015 akkreditiert                                              |